# Saúl Lisazo
Saúl Gustavo Lisazo Ozcoidi (Los Toldos, Provincia de Buenos Aires, 1 de junio de 1956) es un actor y exfutbolista argentino, radicado y nacionalizado en México desde hace muchos años, conocido artísticamente como Saúl Lisazo.
Comenzó desempeñándose como futbolista, jugando en el Club Atlético Sarmiento por 10 años. También formó parte de los planteles de Club Atlético Atlanta en Argentina, KSK Beveren y KV Mechelen en Bélgica; y el Atlético Juventus de Brasil. Una lesión en la rodilla causó su retiro del fútbol.[cita requerida]
En 1978 se dedicó al modelaje, para luego virar hacia la actuación. Viajó a México donde comenzó su carrera como actor en telenovelas, donde logró protagónicos como roles antagónicos. Obtuvo la nacionalidad mexicana y posteriormente abrió restaurantes en la Ciudad de México.

## Filmografía

### Telenovelas
- Sed de venganza (2024) - Alfredo Del Pino
- Marea de pasiones (2024) - Alejandro Grajales
- Los Girasoles disney plus (2022)
- Betty en NY (2019) - Roberto Mendoza
- Vikki RPM (2017) - Turbo Bonetti
- Señorita Pólvora (2015) - Octavio Cárdenas
- Las Bravo (2014-2015) - Enrique Velázquez
- El rostro de la venganza (2012-2013) - Ezequiel Alvarado
- El octavo mandamiento (2011) - Julián San Millán
- El clon (2010) - Leonardo Ferrer
- Mientras haya vida (2007-2008) - Héctor Cervantes
- Tierra de pasiones (2006) - Francisco Contreras
- Gitanas (2004-2005) - Juan Domínguez
- El derecho de nacer (2001) - Aldo Drigani
- Por tu amor (1999) - Marco Durán
- El niño que vino del mar (1999) - Don Alfonso Cáceres de Ribera 'Duque de Oriol'
- Vivo por Elena (1998) - Juan Alberto Montiel
- La jaula de oro (1997) - Alex Moncada / Franco
- Acapulco, cuerpo y alma (1995-1996) - David Montalvo
- Bajo un mismo rostro (1995) - Alexis Teodorakis
- Agujetas de color de rosa (1994-1995) - Abogado de Martín
- Prisionera de amor (1994) - José Armando Vidal
- Tenías que ser tú (1992-1993) - Alejandro Reyes
- Amor de nadie (1990-1991) - Luis

### Cine
- Septiembre, un llanto en silencio (2017) ...Josué
- Quiero ser fiel (2014) .... Sr. Gasmer
- La dictadura perfecta (2014) .... Javier Pérez Harris
- Ladrón que roba a ladrón (2007) .... Moctesuma 'Mocte' Valdez/ Claudio Silvestrini

### Series TV
- Capadocia (2008) - Procurador general
- Diseñador de ambos sexos Capítulo 7: Vibrachones (2001) - Manifestante
- ¿Qué nos pasa? (1998) (1 episodio)
- Papá soltero (1992) (1 capítulo)

## Premios y nominaciones

### Premios People en Español
| Año  | Categoría     | Telenovela o Serie       | Resultado |
| ---- | ------------- | ------------------------ | --------- |
| 2012 | Mejor Villano | El rostro de la venganza | Nominado  |